# Michaël D'Almeida
Michaël D'Almeida (Évry, 3 de setembro de 1987) é um desportista francês que compete no ciclismo na modalidade de pista, especialista nas provas de velocidade por equipas e contrarrelógio.
Participou em dois Jogos Olímpicos de Verão, obtendo ao todo duas medalhas, prata em Londres 2012 e bronze em Rio de Janeiro 2016, ambas na prova de velocidade por equipas (em 2012 com Grégory Baugé e Kévin Sireau e em 2016 com Grégory Baugé e François Pervis).
Ganhou doze medalhas no Campeonato Mundial de Ciclismo em Pista entre os anos 2008 e 2020, e cinco medalhas no Campeonato Europeu de Ciclismo em Pista entre os anos 2010 e 2019.

## Medalheiro internacional
| Jogos Olímpicos    | Jogos Olímpicos            | Jogos Olímpicos   | Jogos Olímpicos        |
| Ano                | Lugar                      | Medalha           | Competição             |
| ------------------ | -------------------------- | ----------------- | ---------------------- |
| 2012               | Londres ( Reino Unido)     | Medalha de prata  | Velocidade por equipas |
| 2016               | Rio de Janeiro ( Brasil)   | Medalha de bronze | Velocidade por equipas |
| Campeonato Mundial |                            |                   |                        |
| Ano                | Lugar                      | Medalha           | Competição             |
| 2008               | Manchester ( Reino Unido)  | Medalha de prata  | 1 km contrarrelógio    |
| 2010               | Ballerup ( Dinamarca)      | Medalha de prata  | Velocidade por equipas |
| 2010               | Ballerup ( Dinamarca)      | Medalha de prata  | 1 km contrarrelógio    |
| 2011               | Apeldoorn ( Países Baixos) | DSC               | Velocidade por equipas |
| 2012               | Melbourne ( Austrália)     | Medalha de prata  | Velocidade por equipas |
| 2012               | Melbourne ( Austrália)     | Medalha de prata  | 1 km contrarrelógio    |
| 2013               | Minsk ( Bielorrússia)      | Medalha de bronze | Velocidade por equipas |
| 2014               | Cali ( Colômbia)           | Medalha de bronze | Velocidade por equipas |
| 2015               | Saint-Quentin ( França)    | Medalha de ouro   | Velocidade por equipas |
| 2018               | Apeldoorn ( Países Baixos) | Medalha de bronze | Velocidade por equipas |
| 2019               | Pruszków ( Polónia)        | Medalha de prata  | Velocidade por equipas |
| 2019               | Pruszków ( Polónia)        | Medalha de bronze | 1 km contrarrelógio    |
| 2020               | Berlim ( Alemanha)         | Medalha de bronze | 1 km contrarrelógio    |
| Campeonato Europeu |                            |                   |                        |
| Ano                | Lugar                      | Medalha           | Competição             |
| 2010               | Pruszków ( Polónia)        | Medalha de prata  | Velocidade por equipas |
| 2013               | Apeldoorn ( Países Baixos) | Medalha de prata  | Velocidade por equipas |
| 2014               | Baie-Mahault ( França)     | Medalha de prata  | Velocidade por equipas |
| 2018               | Glasgow ( Reino Unido)     | Medalha de prata  | Velocidade por equipas |
| 2019               | Apeldoorn ( Países Baixos) | Medalha de bronze | 1 km contrarrelógio    |

1. ↑  A equipa francesa (conformado por Michaël D'Almeida, Grégory Baugé e Kévin Sireau). Ganhou a medalha de ouro, foi desclassificado pela suspensão aplicada a Grégory Baugé.[4]
2. 1 2 3  Competiu na rodada de classificação.